# Salix taquetii
Salix taquetii är en videväxtart som beskrevs av Leveille. Salix taquetii ingår i släktet viden, och familjen videväxter. Inga underarter finns listade i Catalogue of Life.